# 拜恩·高碧克
拜恩·高碧克（丹麥語：Bjarne Goldbæk，1968年10月6日—）是一名已退役的丹麥中場球員。現為丹麥電視台第五頻道足球評述員。

## 國家隊生涯
高碧克於1987年11月18日對西德的奧運外圍賽首度為國家隊上陣。。

## 榮譽
凱沙羅頓
- 德國盃冠軍: 1990
- 德國甲組聯賽冠軍: 1990-91
- 德國超級盃冠軍: 1991

哥本哈根
- 丹麥盃冠軍: 1996-97

富咸
- 英格蘭甲組足球聯賽冠軍: 2000-01

個人
- 哥本哈根最佳球員: 1998